# Richard Younger-Ross
Richard Younger-Ross, född 29 januari 1953 i Surrey, är en brittisk liberaldemokratisk politiker. Han var parlamentsledamot för valkretsen Teignbridge från valet 2001 till 2010.